# 藤田彩
藤田彩（1988年11月26日—），日本女性配音員、歌手。出身於兵庫縣。A型血。

## 人物簡介
ARTSVISION所屬，日本播音演技研究所出身。擅長方言：關西方言、神戶方言。興趣：卡拉OK、電影&音樂鑑賞、購物。特長：拉小提琴、打網球、按摩。

## 演出作品
※粗體字表示說明飾演的主要角色。

### 電視動畫
2012年
- 翡翠森林狼與羊（留美）

2013年
- 名偵探柯南（大尉）

2014年
- 蠟筆小新（園童A）

2015年
- 櫻子小姐的腳下埋著屍體（真奈）

2016年
- 哆啦A夢 (水田山葵版)（男童A）
- LoveLive！Sunshine!!（女學生）

2019年
- 環戰公主（山內克莉絲蒂[3]）

### 遊戲
2012年
- 輪轉惡魔！（日语：わグルま!）（梅麗吉姆／傑克·朗[4]）

2013年
- 騎士之約 ～新約英雄大戰～（達文／丹特）

2014年
- 核心大賽（[5]）
- ★（楠木小鳥[6]）
- 妖怪百姬（絆腳貓（日语：すねこすり）[7]）

2015年
- 少女☆射擊 Double Peace（庫蘿娜[8]）
- 封印勇者！瑪恩島與空之迷宮（拉比比[9]、艾瑪[10]、比繽[11]、阿彌陀[12]）

2016年
- 魔物娘的同居日常 Online（愛克緹雅·緹婭菈）

2017年
- AKIBA'S TRIP Festa！（神尾紫衣奈[13]）
- 命運之子（訪問者馬琳）

2018年
- 少女☆射擊2（庫蘿娜[14]）

2023年
- 少女魔淨（日语：グリム・ガーディアンズ デーモンパージ）（庫蘿娜）

### 廣播劇CD
2013年
- 輪轉惡魔！（日语：わグルま!） 廣播劇CD Vol.1 魔界創生[15]

2016年
- （女性客）

### 外語配音

#### 電影／電視影集
| 作品年份 | 作品名稱                     | 配演角色        | 演員            | 媒介                            |
| -------- | ---------------------------- | --------------- | --------------- | ------------------------------- |
| 2012     | 重返犯罪現場：洛杉磯 (第4季) | Lisa、女服務生  | －              | FOX／東京電視台／Dlife／DVD收錄 |
| 2013     | 薩姆和卡特                   | －              | －              | NHK教育版                       |
| 2013     | 大偵探波洛：弄假成真         | Gertie Tucker   | －              | NHK版                           |
| 2014     | 小潔的保姆日記               | Wendy           | －              | Dlife頻道                       |
| 2014     | X戰警：未來昔日              | 空服人員        | －              | BD版本                          |
| 2014     | 超人 (1978年電影)            | －              | －              | 朝日電視台舊錄製版              |
| 2014     | 阿呆與阿瓜：賤招拆招         | Penny           | Rachel Melvin   | 影碟版本                        |
| 2016     | 布朗克斯：街頭少年           | Yolanda Kipling | Stefanée Martin | Netflix頻道                     |

### 活動
- INTI CREATES FAN FESTA 2015 INTI CREATES FAN MEETING[16][17]

### 旁白
- 萬代電視廣告

### 角子機
- CR地獄少女

## 腳註

## 外部連結
- ARTSVISION公式官網的聲優簡介 （页面存档备份，存于） （日語）
- （日語）－藤田彩的官方個人部落格。
- 藤田彩的X（前Twitter） （日語）